# Bahía Melville
La bahía Melville (del groenlandés: Qimusseriarsuaq ‘«el lugar del gran perro de trineo»’) está situada en la costa noroccidental de Groenlandia, abierta al suroeste a las aguas de la bahía de Baffin.

## Descripción
A la bahía Melville llegan varios glaciares que descienden del gran glaciar continental de Groenlandia, fragmentándose y dando origen a numerosos icebergs que constituyen un peligro para la navegación mucho más al sur, al ser acarreados por la Corriente fría del Labrador o de Groenlandia, tal como puede verse en la imagen de satélite obtenida de la WikiMapia. Resulta interesante que a esta latitud los glaciares lleguen al mar en la costa oeste de Groenlandia pero no en la costa oriental. Esto se debe en gran parte a las corrientes marinas y a la dirección de los vientos que en este lugar proceden del suroeste: estos vientos se ven obligados a ascender por el gran espesor de la masa de hielo por lo que su humedad, aunque escasa, se condensa formando escarcha. Y cuando estos vientos atraviesan el casquete y descienden en la costa oriental se calientan adiabáticamente (es decir, al aumentar la presión) y su humedad relativa desciende muy por debajo del punto de condensación o de saturación.
Parte de la zona está dentro de la Reserva natural de Qimusseriarsuaq, que tiene como fin principal proteger una área de cría de osos polares y en el verano, la población de belugas y narvales. Pertenece  al municipio de Qaanaaq y el único asentamiento es Savissivik, con 78 habitantes.

## Historia
En abril de 1818, en su primera expedición al Ártico, John Ross, al mando del Isabelle, de 385 ton. y 57 hombres, acompañado por el velero de dos mástiles Alexander, de 252 ton. y 37 hombres, al mando de William Edward Parry, penetró en el mar de Baffin y procedió al reconocimiento completo de sus costas. En agosto llegaron a Lancaster Sound y siguieron al norte, delimitando bahía Melville, en la parte más septentrional, hasta ese momento desconocida por el Almirantazgo.

## Galería

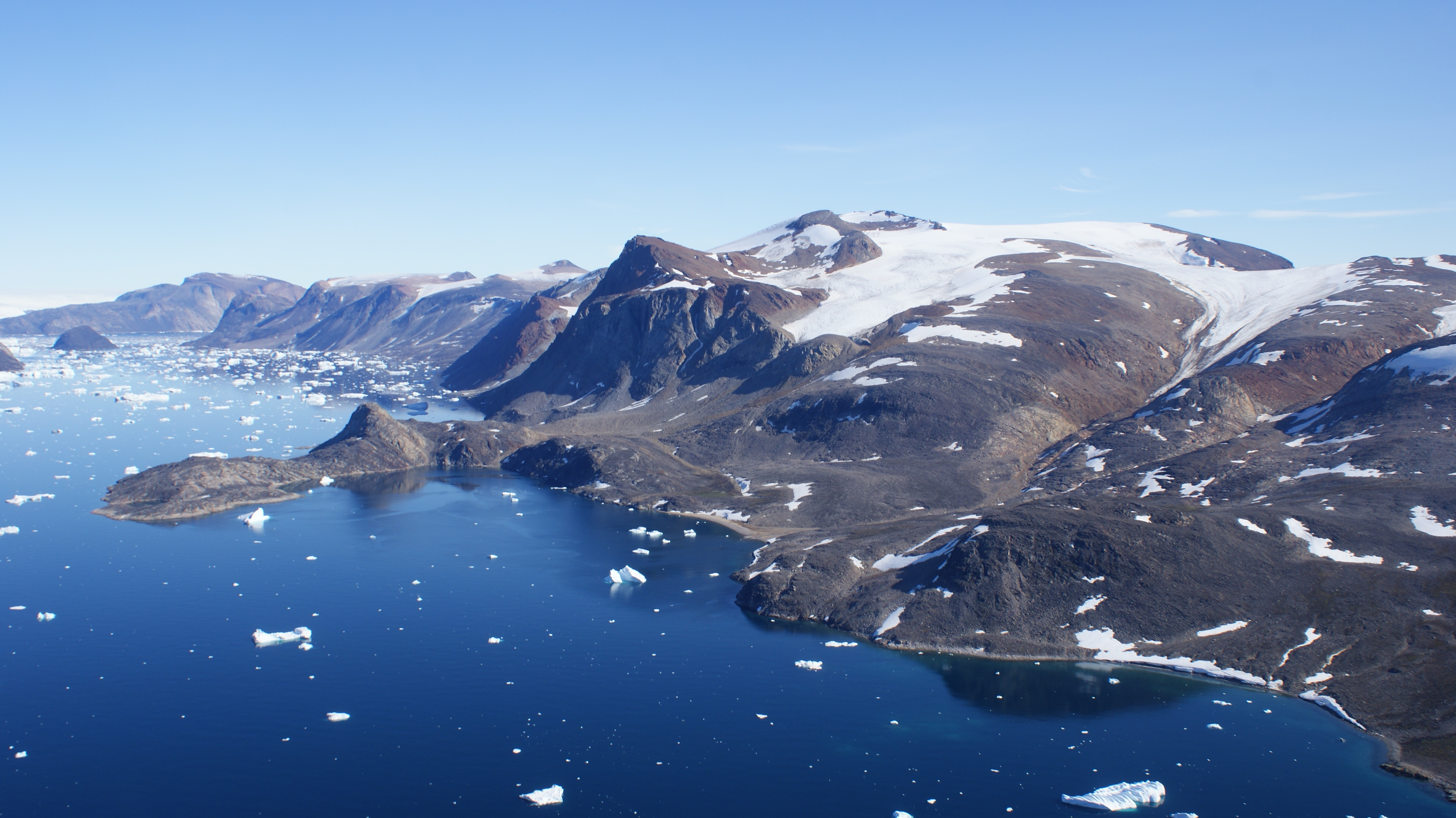
Isla Kiatassuaq
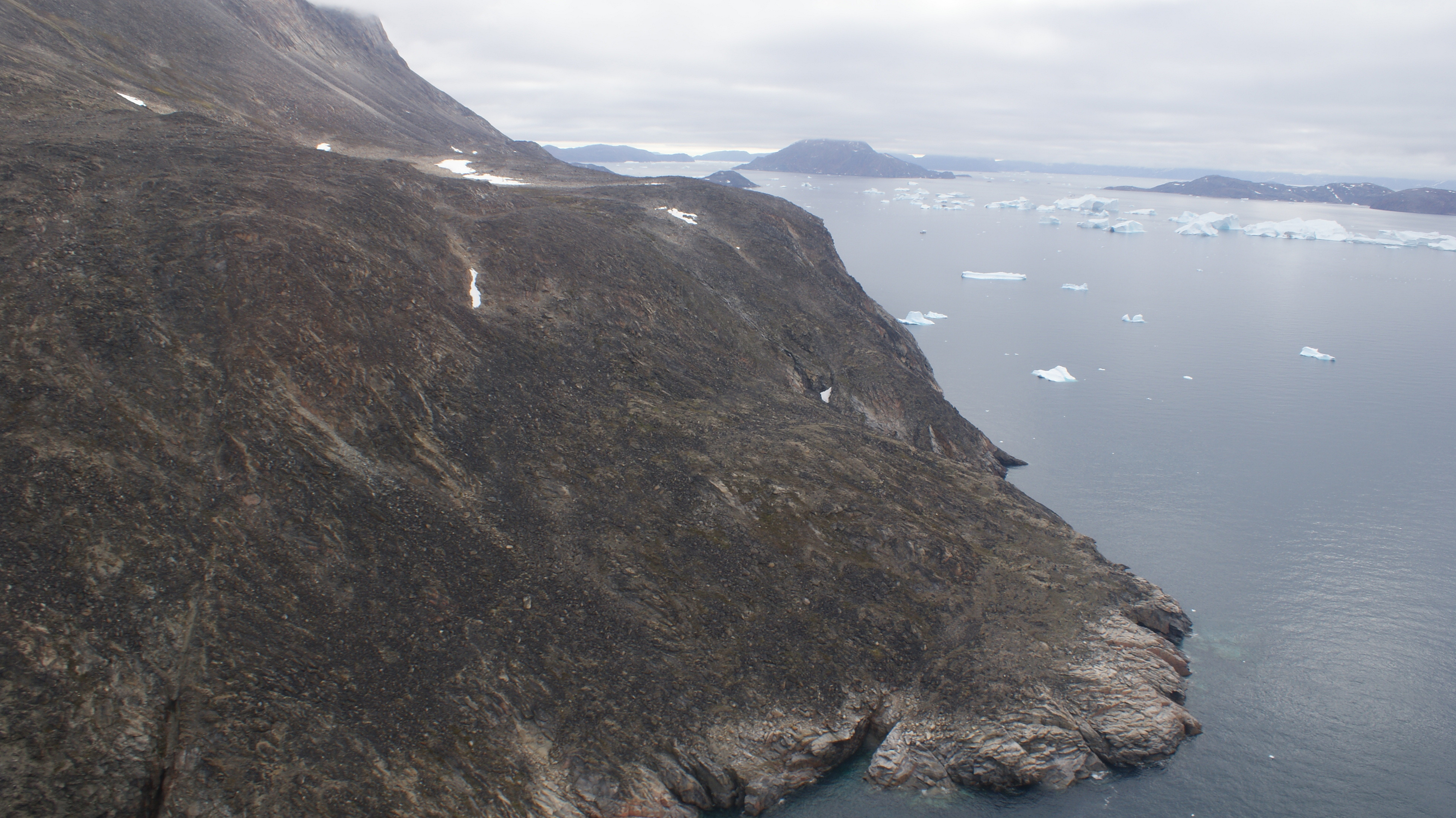
Promontorio Wilcox Head